# Спицын, Александр Андреевич
Алекса́ндр Андре́евич Спи́цын (14 (26) августа 1858, Яранск, Российская империя — 17 июля 1931, Ленинград, РСФСР) — русский и советский археолог, профессор, член-корреспондент АН СССР (1927). С 1892 года — сотрудник Императорской Археологической комиссии (в 1919 году преобразована в Российскую академию истории материальной культуры (РАИМК)), Императорского Русского археологического общества.
Крупнейший специалист по средневековым русским надписям. Занимался изучением, систематизацией, каталогизацией древностей России (скифо-сарматские, волжско-камские, славянские, бронзового века). Одним из первых в России применил многие передовые методы изучения древностей, в частности, сравнительно-типологический и картографический. Датировал многие важнейшие археологические памятники.

## Краткая биография
Родился 14 (26) августа 1858 года в городе Яранске Вятской губернии. Детство провёл в городе Котельниче. В 1878 году, окончив Вятскую мужскую гимназию, поступил в Петербургский университет. Ещё в студенческие годы написал первую статью, посвящённую проблеме так называемых «длинных курганов».
В кандидатской диссертации отстаивал собственную точку зрения, согласно которой подверг сомнению достоверность основного источника по ранней истории славянской Вятки — «Повесть о стране Вятской» (Хлыновский летописец) — и, как следствие, заселение Вятского края из Новгородчины (как считалось тогда). Эта теория противоречила традиционным взглядам авторитетных историков (Н. М. Карамзин, Н. И. Костомаров), и кандидатскую диссертацию Спицыну защитить не удалось, в результате чего он был вынужден выбрать другую тему работы. Спицын составил «Каталог древностей Вятского края», в которой впервые систематизировал все известные сведения по археологии Вятского края, и в 1882 году успешно защитил её, получив учёную степень.
После окончания университета в течение десяти лет работал учителем литературы и истории в Вятской женской гимназии. Занялся изучением истории, активно собирал письменные источники, опубликовал несколько статей по истории и археологическим древностям Вятского края, составил библиографию «Вятских губернских ведомостей».
В 1891 году, находясь в Боровске с исследовательскими целями, Спицын несколько дней гостил у своего одноклассника по Вятской гимназии — Константина Циолковского, преподававшего в то время математику в Боровском училище. Спицын помог Циолковскому издать его первую книгу о металлическом дирижабле оригинальной конструкции. Переписка между учёными продолжалась до 1931 года.
В 1892 году Спицын переехал в Санкт-Петербург, где принял активное участие в работе Российской Императорской Археологической комиссии и в Русском археологическом обществе. Проявил себя горячим сторонником развития славяно-русской археологии. В июле 1892 года участвовал в международном конгрессе доисторической антропологии в Москве, где выступил с рефератом «Костеносные городища на Северо-востоке России». По заданию Московского археологического общества провёл ряд экспедиций по исследованию древних памятников Вятской губернии, результатом которых стала книга «Археологические разыскания о древних обитателях Вятского края» (1893).
С 1909 года читал лекции по археологии и русской исторической географии в Петербургском университете.

Вспоминаю, что когда Александр Андреевич вступал в число приват-доцентов Петербургского университета, получить это звание можно было только после сдачи магистерских экзаменов и прочтения на историко-филологическом факультете двух пробных лекций, одной на тему по своему выбору, другой на тему, предложенную факультетом. Историко-филологический факультет во внимание к трудам и заслугам Александра Андреевича, освободил его и от экзаменов и от пробных лекций. <…> В мою бытность членом факультета подобного рода исключение из общепринятых правил было сделано только для А. А. Спицына.
— С. А. Жебелёв
По приглашению известного историка и искусствоведа А. И. Анисимова, Спицын читал лекции по археологии в Новгородской мужской учительской семинарии. Дальнейшая научная и исследовательская деятельность Спицына также была тесно связана с Новгородом. Он был избран почётным членом Новгородского общества любителей древности, а летом 1911 года принял участие в работе XV Всероссийского археологического съезда, проходившего в этом городе. С 1914 года, кроме общего курса по русской археологии, читал лекции по исторической географии в университете и в Императорском Петербургском Археологическом институте (ИПАИ).
На территории Новгородской губернии Спицын также проводил археологические раскопки: в селе Бронницы Новгородского уезда, селе Удрай Крестецкого уезда. В 1917 году вёл археологические наблюдения за работами на Нередицком холме.
После Октябрьской революции Спицын стал членом Государственной Академии истории материальной культуры (ГАИМК) со дня её основания (1918). В 1919 году Спицын заведовал в ГАИМК разрядом русских, финских и литовских древностей, тогда же организовал две комиссии — по изучению русской нумизматики и русской миниатюры. В 1929 году — член-корреспондент Академии наук СССР.
А. А. Спицын скончался 17 сентября 1931 года в Ленинграде и был похоронен на Смоленском кладбище.

## Научная работа
Спицын был крупным знатоком волжско-камских и славянских древностей, а также древностей бронзового века, описанные им в огромном количестве. В то же время, непосредственно раскопками учёный занимался мало, сосредоточив свои силы на изучении и издании различных научных материалов. Всеобщей известностью пользуется составленная им картотека археологических памятников, находящихся на территории бывшего СССР (хранится в Петербургском отделении Института истории материальной культуры).
Спицын одним из первых начал рассматривать историю как комплексную науку, неотъемлемой частью которой считал археологию. Так, монография «Расселение древнерусских племён по археологическим данным» (1899) представляет собой успешный опыт сопоставления летописных и археологических данных.
Спицын составил также первые научные руководства по археологическим разведкам и раскопкам.

## Труды и публикации
А. А. Спицын — автор около трёхсот научных работ и публикаций. Некоторые из них:
- По поводу доказательств о новгородском происхождении вятчан, 1880
- Каталог древностей Вятского края, 1882
- Свод летописных известий о Вятском крае / Сост. А. Спицын. — Вятка: Губ. тип., 1883
- Орфографический словарь с присоединением повторительного курса русской орфографии. Сост. преп. рус. яз., словесности и педагогики А. Спицын. — Вятка: тип. Куклина, 1883
- Вятская старина. — Вятка: Губ. тип., 1884
- История рода Рязанцевых. — Вятка: Губ. тип., 1884
- Азбука для школьного и домашнего обучения грамоте. Соч. А. Новикова (псевд. А. Спицына, преп. Вят. жен. гимназии). — Вятка: тип. Куклина, 1886
- Программа для описания доисторических древностей Вятской губернии. — Вятка: тип. Куклина, 1886
- Земля и люди на Вятке в XVII столетии : Очерк истории землевладения. — Вятка: Губ. тип., 1886
- Подати, сборы и повинности на Вятке в XVII ст. — Вятка: Губ. тип., 1887
- Новые сведения по доисторической археологии Вятского края. — Вятка: Губ. тип., 1887
- I. Местное и областное управление на Вятке до XVIII века; II. К истории вятских инородцев. Сост. А. Спицын. — Вятка: Губ. стат. ком., 1888
- Вещественные памятники древнейших обитателей Вятского края: (Реф., посвящ. 8 Археол. съезду). Сост. А. Спицын. — Вятка: Губ. тип., 1889
- I. Вещественные памятники древнейших обитателей Вятского края; II. Древнейшая судьба Вятской области. Сост. А. Спицын. — Вятка: Губ. стат. ком., 1889
- Систематический указатель статей местного отдела неофициальной части Вятских губернских ведомостей. (1838—1890) Сост. А. Спицын. Вып. 1-2. — Вятка: Губ. тип., 1890—1891
- История Вятского главного народного училища: (1786—1811 г.). Сост. А. Спицын. — Вятка: Губ. стат. ком., 1891
- Преподаватели русского языка и словесности Вятской гимназии в 1811—1865 г. Сост. А. Спицын. — Вятка: Губ. стат. ком., 1891
- Костеносные городища на Северо-востоке России, 1892
- Оброчные земли на Вятке в XVII веке. — Казань: тип. Имп. ун-та, 1892
- Приуральский край. Археологические разыскания о древнейших обитателях Вятской губернии, 1893
- Люцинский могильник. — Санкт-Петербург, 1893.
- Производство археологических раскопок. Сост. А. Спицын — Санкт-Петербург: тип. Гл. упр. Уделов, 1895
- Курганы Санкт-Петербургской губернии в раскопках Л. К. Ивановского. — Санкт-Петербург: тип. Гл. упр. Уделов, 1896
- Разбор, обработка и издание археологического материала. — Санкт-Петербург: тип. И. Н. Скороходова, 1898
- Расселение древне-русских племен по археологическим данным. — Санкт-Петербург: тип. «В. С. Балашев и К°», 1899
- Курганы киевских торков и берендеев // Записки Императорского Русского Археологического Общества. — Т. XI. — 1899. — Вып. 1–2.
- Сопки и жальники // Записки Императорского Русского Археологического Общества. — Т. XI. — 1899. — Вып. 1–2.
- Предполагаемые древности Черной Руси // Записки Императорского Русского Археологического Общества. — Т. XI. — 1899. — Вып. 1–2.
- Обозрение Курской губернии в археологическом отношении // Курский сборник. — Вып. I. — Курск, 1901.
- Гляденовское костище. — Санкт-Петербург: тип. И. Н. Скороходова, 1901
- Древности бассейнов рек Оки и Камы. В обраб. чл. Археол. комис. А. А. Спицына. Вып. 1. Древности Камы по раскопкам А. А. Спицына в 1898 г. — Санкт-Петербург, 1901
- Археологические материалы и мелкие заметки. — Санкт-Петербург: тип. И. Н. Скороходова, 1902
- Удлиненные и длинные русские курганы. — Санкт-Петербург: тип. И. Н. Скороходова, 1903
- Гдовские курганы в раскопках В. Н. Глазова. — Санкт-Петербург, 1903.
- Серебряная фибула скандинавского типа, найденная близ г. Ельца // Труды Орловской ученой архивной комиссии. 1903 год. — Орел, 1904.
- Новые сведения о городищах дьякова типа. — Санкт-Петербург: тип. И. Н. Скороходова, 1905
- Белогостицкий клад 1836 г. — Санкт-Петербург: тип. И. Н. Скороходова, 1905
- Вещи с инкрустацией из Керченских катакомб 1904 г. — Санкт-Петербург, 1905
- Майданы. — Санкт-Петербург: тип. И. Н. Скороходова, 1906
- Археологические разведки. Сост. А. Спицын, чл. Имп. Археол. комис.; Имп. Археол. комис. — Санкт-Петербург: тип. Гл. упр. Уделов, 1908
- Краткий каталог Музея Имп. Русского археологического общества. Сост. А. Спицын, д. ч. О-ва, хранитель Музея Краткий каталог Музея Имп. Русского археологического общества. — Санкт-Петербург, 1908
- Историко-археологические изыскания (Исконные обитатели Дона и Донца; Тмутаракань; Теория массового переселения приднепровской Руси на север) // Журнал Министерства народного просвещения 1909. Новая серия. Ч. 19. № 1. Январь.
- Археологические раскопки. Сост. А. Спицын, чл. Имп. Археол. комис.; Имп. Археол. комис. — Санкт-Петербург: Т-во Р. Голике и А. Вильборг, 1910
- Торговые пути Киевской Руси. — Санкт-Петербург: тип. Гл. упр. уделов, 1911
- Саратовские древности: (Излож. реф. проф. А. А. Спицына, прочит. 11 июня 1912 г.) Саратовские древности. — Саратов, 1912
- Русская историческая география: учебный курс. Имп. Петроградский археологический ин-т. — Петроград: Тип. Я. Башмаков и К°, 1917, С. 68
- Курганы скифов-пахарей // Известия Археологической комиссии. 1918. Вып. 65
- Саратовские стоянки медного века // Труды общества истории, археологии и этнографии при Саратовском университете. — Саратов, 1923. — Вып. 34. — Ч. 1. — С. 32—38.
- Древности Пензенской губернии. Труды Пензенского Общества Любителей Естествознания и Краеведения, выпуск VII. — Пенза, 1925
- Литовские древности // Tauta ir žodis, t. 3. 1925.
- Древности севера Вологодской, Архангельской, Сев.-Двинской губ. и области Коми. — Тотьма, 1926.
- Південно-руський неоліт (укр.) // Ювілейний збірник на пошану академіка Дмитра Івановича Багалія з нагоди сімдесятої річниці життя та п’ятдесятих роковин наукової діяльності. — Київ: УАН, 1927. — С. 251—263. Архивировано 17 декабря 2023 года.
- Разведки памятников материальной культуры. — Ленинград, 1927.
- Мои научные работы. Seminarium Kondakovianum, т. II. — Prague, 1928
- Основные русские племена // Культура и быт населения Центрально-Промышленной области. М., 1929
- Поля погребальных урн // Советская археология. Т. 10. 1948.

## Семья
- Супруга — Елена Александровна.